# PFK Lokomotiv Sofia
PFC Lokomotiv Sofia este un club de fotbal din Sofia, Bulgaria care evoluează în prima divizie bulgară. Echipa susține meciurile de acasă pe Stadionul Lokomotiv cu o capacitate de 22.000 de locuri. A câștigat în patru rânduri titlul de campioană a Bulgariei, ultima oară în 1978, și de patru ori Cupa Bulgariei, cel mai recent astfel de trofeu în 1995.

## Palmares
- A PFG:
  - Câștigătoare (4)
- A PFG play-off:
  - Câștigătoare (6)
- Cupa Bulgariei:
  - Câștigătoare (4)
- Cupa Balcanică:
  - Câștigătoare (1)
- Cupa Feroviară a Europei:
  - Câștigătoare (2)

## Jucători importanți
- Atanas Mihailov
- Anghel Kolev
- Boicio Velicikov
- Nikola Kotkov
- Gheorghi Bonev
- Iordan Stoikov
- Vențislav Arsov
- Simo Kostov
- Lazar Hristov
- Hristo Koilov
- Boko Dimitrov
- Ivan Koțev
- Spiro Debarski
- Ivan Dimitrov
- Todor Velev
- Traiko Sokolov
- Gheorghi Berkov
- Ivan Deianov
- Apostol Ceacevski
- Petăr Arghirov
- Țvetan Ghenkov
- Doncio Donev
- Gheorghi Peev
- Emil Gargorov
- Ivan Bandalovski
- Martin Kamburov